# (1074) Beljawskya
(1074) Beljawskya est un astéroïde de la ceinture principale découvert le 26 janvier 1925 par l'astronome russe Sergueï Beljawsky.

Sa désignation provisoire était 1925 BE.